# Синтё
Синтё (яп. 新潮 синтё:, «Новое течение») — старейший японский ежемесячный литературный журнал, выпускаемый издательским домом «Синтёся». Первый выпуск датирован маем 1904 года. Ориентирован на публикацию литературы дзюнбунгаку. однако редакция придерживается относительно либеральной политики в выборе публикуемых произведений. Журналом курируется собственная литературная премия для дебютантов, а также премии Кавабаты, Мисимы и Хагивары. Наряду с журналами «Субару», «Бунгакукай», «Гундзо» и «Бунгэй» входит в пятёрку ведущих японских толстых литературных журналов.